# Krzeczkowo-Gromadzyn
Krzeczkowo-Gromadzyn – wieś w Polsce położona w województwie podlaskim, w powiecie wysokomazowieckim, w gminie Czyżew. Leży nad rzeką Brok.
W latach 1975–1998 miejscowość administracyjnie należała do województwa łomżyńskiego.
Wierni kościoła rzymskokatolickiego należą do parafii św. Doroty w Rosochatem Kościelnem.

## Historia
Pod koniec XIX w. wieś w powiecie ostrowskim, gmina Dmochy-Glinki, parafia Rosochate.
W pobliżu znajduje się kilka innych wsi o wspólnej nazwie Krzeczkowo:
- Krzeczkowo Bieńki-Stare
- Krzeczkowo Bieńki-Nowe:
  - pod koniec wieku XIX we wsi osad 4, użytki rolne o powierzchni 25 morgów
  - folwark Krzeczkowo Bieńki-Nowe w 1866 r. posiadał powierzchnię 300 morgów
- Krzeczkowo Gromadzyno:
  - pod koniec wieku XIX we wsi osad 11, użytki rolne o powierzchni 13 morgów
  - dobra Krzeczkowo Gromadzyno składały się z folwarków: Krzeczkowo i Szepielaki. W roku 1866 miały łączną powierzchnię 821 morgów
- Krzeczkowo Mianowskie, w 1827 roku 18 domów i 131 mieszkańców. Pod koniec XIX w. 15 domów i 132 mieszkańców
- Krzeczkowo Szepielaki
- Krzeczkowo Wybranowo
  - w roku 1866 powierzchnia użytków rolnych w folwarku Krzeczkowo Wybranowo wynosiła 422 morgi: grunty orne i ogrody-360, łąki-50, zarośla i nieużytki-12 morgów[8]

W roku 1827 w wymienionych wsiach łącznie było 50 domów i 346 mieszkańców.